# Отопление, вентиляция и кондиционирование

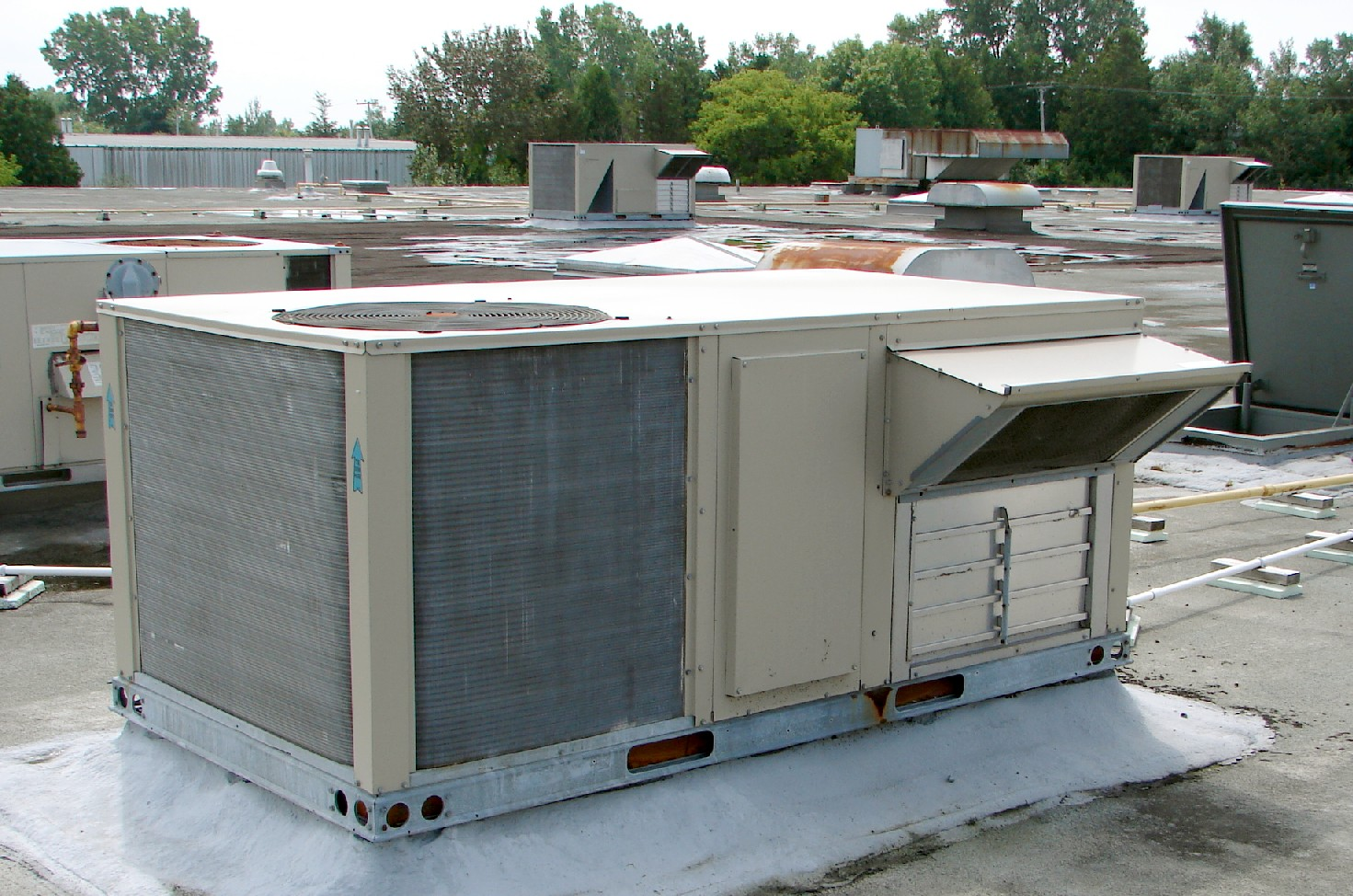
Система вентиляции и кондиционирования воздуха на крыше с видом на вентиляционный канал

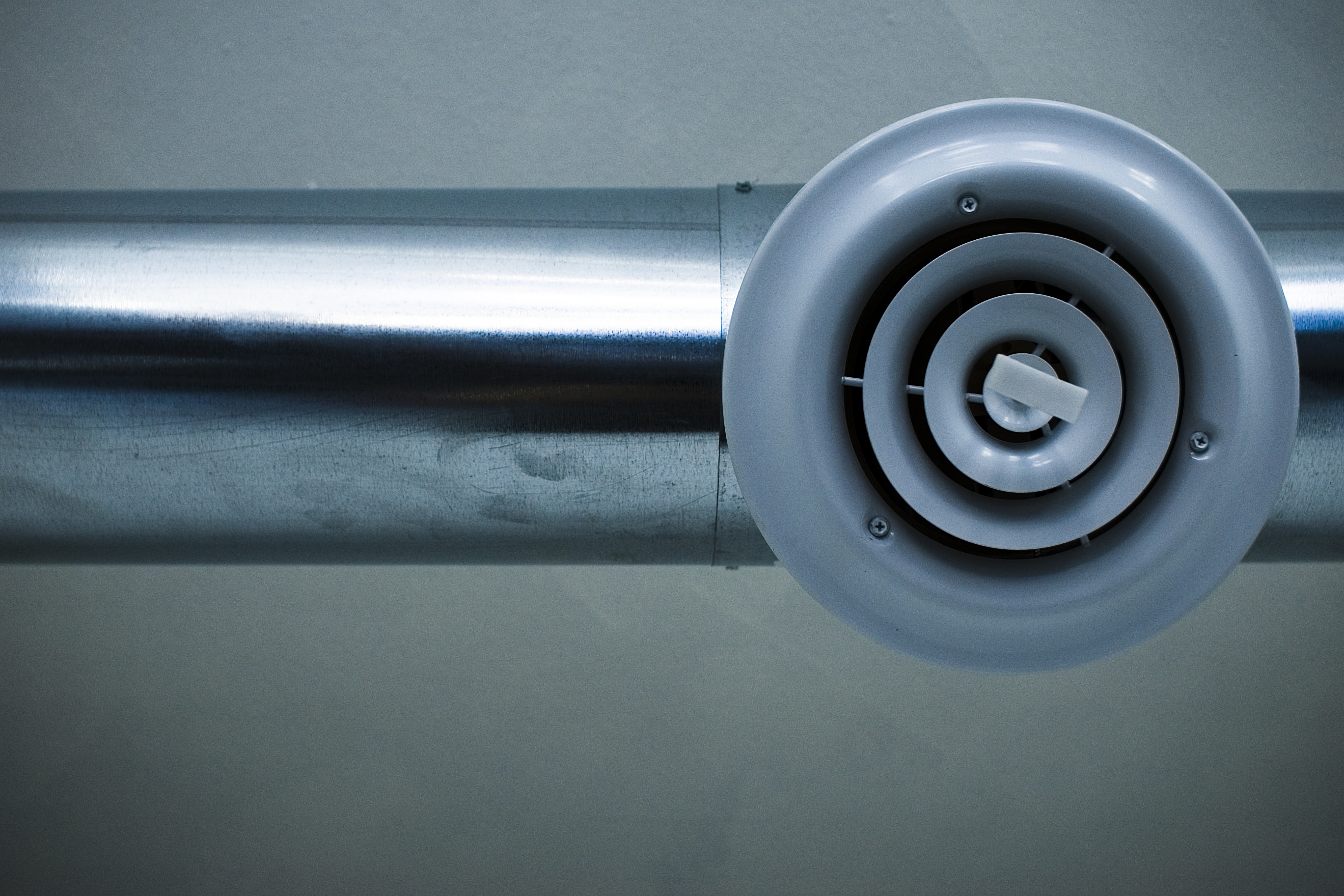
Воздуховод и воздухораспределительное устройство

Отопление, вентиляция и кондиционирование (ОВиК), также HVAC (акроним от англ. Heating, Ventilation, & Air Conditioning) — технологии поддержания в заданных пределах параметров воздуха: температуры, влажности и химического состава во внутренних помещениях и салоне автомобиля (климат-контроль).
Искусственное охлаждение иногда добавляется в аббревиатуру как HVAC&R или HVACR, или вентиляция в аббревиатуре опускается — HACR (акроним от англ. Heating, Air Conditioning, and Refrigeration).
Разработка систем вентиляции и кондиционирования — одна из подотраслей машиностроения, основанная на принципах термодинамики, гидродинамики и теплопередачи.

## Цели и задачи
Система ОВиК — важный компонент разработки промышленных и административных зданий, а также бассейнов, где безопасные и комфортные условия по температуре и влажности поддерживаются с помощью подачи наружного воздуха. Является непременным атрибутом современного умного дома.
Основными задачами управления микроклиматом (HVAC) является:
- создание и поддержание комфортного для человека, растений, животных или материальных предметов (оборудования, произведений искусства и т. п.) микроклимата в пределах здания или сооружения;
- экономия энергии, затрачиваемой на создание и поддержание микроклимата.

Это может быть как жилое помещение, так и салон автомобиля, космического аппарата, либо иное сооружение или помещение.
Управление микроклиматом осуществляется при помощи следующих инженерных систем: тёплые полы / холодные потолки (электрические и водяные), радиаторы, фанкойлы, системы кондиционирования и вентиляции, увлажнители и осушители воздуха, ионизаторы и т. д. Потому для комплексной системы управления климатом («климат-контроля») встаёт необходимость обеспечения слаженного управления всеми этими устройствами.
При отлаженной работе системы управления микроклиматом различные элементы инженерных систем не должны конфликтовать друг с другом в пределах заданного помещения или сооружения. При правильно настроенном управлении устройства ведут себя по-разному в различных ситуациях: при открытых и закрытых окнах, в присутствии или отсутствии в помещении людей, в различные периоды времени суток и дни недели (выходные и праздничные/будние дни), в зависимости от изменений тарификации на энергоносители и т. д.
Кроме этого в современном здании возможно удалённо управлять климатом через Интернет или сотовый телефон, или с компьютера диспетчера.